# Thesenvitz
Thesenvitz er en kommune i Landkreis Rügen på øen Rügen i den tyske delstat Mecklenburg-Vorpommern.
Thesenvitz ligger ca. 5 km nordvest for Bergen auf Rügen. Kommunen ligger nord for Duwenbeek, der er det største vandløb på Rügen.